# Марабини, Ансельмо
Ансельмо Марабини (итал. Anselmo Marabini; 16 октября 1865, Имола — 9 октября 1948, там же) — итальянский политик. Деятель итальянского рабочего движения, революционер.

## Биография
Был агрономом. В 1887 году вступил в итальянскую секцию Первого Интернационала. В 1892 году — один из основателей Итальянской социалистической партии (ИСП).
В 1893 году стал секретарём её федерации в Романье. В 1906—1919 годах — член Руководства ИСП. Примыкал к левому крылу партии, боролся за очищение ИСП от реформистов. В 1919 году вошёл в парламент от ИСП, в 1921 г. — от компартии. На XVII съезде Итальянской социалистической партии участвовал в расколе коммунистической фракции и последующем созыве 1-го съезда Коммунистической партии Италии.
В составе коммунистической фракции ИСП участвовал в основании Итальянской компартии (1921). В 1921 и 1922 годах избирался в ЦК Итальянской компартии. Делегат 4-го конгресса Коминтерна (1922). Активно боролся против фашизма. За участие в революционном движении несколько раз арестовывался и сидел в тюрьме. В 1923 г., после захвата власти итальянскими фашистами, вынужден был эмигрировать.
Жил в СССР, работал в руководящих органах Международной организации помощи борцам революции (МОПР). В 1924 г. был избран членом Президиума, в 1933 году — членом Контрольной комиссии Международного Красного Креста.
Вернулся на родину в 1945 году. Автор мемуаров, раскрывающих историю итальянского социалистического движения в 1887—1900 гг («Фашистская Италия»).